# Slovenska Akropola
Slovenska Akropola är ett musikalbum med den slovenska gruppen Laibach, från 1987.

## Låtlista
- Nova Akropola (5:24)
- Krvava Gruda - Plodna Zemlja (4:28)
- Vade Retro Satanas (4:31)
- Raus! (Herzfelde) (4:48)
- Die Liebe (3:51)
- Vojna Poema (3:10)
- Apologija Laibach (6:34)
- Krst Pod Triglavom (4:39)
- Die Grösste Kraft (4:20)
- Kapital (7:42) - Endast med på återutgåva 1995
- Noordung (3:12) - Endast med på återutgåva 1995